# 平希世
平 希世（たいら の まれよ）は、平安時代前期の貴族・歌人。仁明天皇の第五皇子本康親王の子である左馬頭・雅望王の子。官位は従四位下・右中弁。

## 経歴
平朝臣姓を与えられ、臣籍降下する。
延喜11年（911年）に宇多上皇の主催で亭子院で開かれた酒合戦に酒豪として招聘され参加。大量に飲んで門外に倒れた（この時の官職は散位）。右兵衛佐を経て、延喜19年（919年）五位蔵人、翌延喜20年（920年）左近衛少将に任ぜられ醍醐天皇の身近に仕えた。
延長6年（928年）従四位下に叙されて蔵人兼少将を辞任したのち、右馬頭を経て、右中弁兼内蔵頭となる。
延長8年（930年）6月26日に清涼殿に落雷があり、顔面に直撃を受ける。希世は重傷を負い、修明門から宮外に運び出されるも、ほどなく卒去（清涼殿落雷事件）。最終官位は従四位下行右中弁兼内蔵頭。この事件で、共に落雷の直撃を受け薨じた大納言・藤原清貫は昌泰の変に関与したため、菅原道真の怨霊により清貫は報いを受けたと人々は噂したが、一方の希世と道真との関係や、希世の昌泰の変への関与は不明である。
勅撰歌人であり、『後撰和歌集』『玉葉和歌集』に1首ずつ和歌作品が採録されている。

## 官歴
- 延喜11年（911年） 6月15日：見散位
- 時期不詳：従五位下。右兵衛佐[3]
- 延喜19年（919年） 4月17日：五位蔵人[3]
- 延喜20年（920年） 9月21日：左近衛少将[4]
- 時期不詳：内蔵頭
- 延長6年（926年） 正月7日：従四位下[3]、止左少将?[4]
- 時期不詳：右馬頭。右中弁
- 延長8年（930年） 6月26日：卒去（従四位下行右中弁兼内蔵頭）[5]

## 系譜
- 父：雅望王
- 母：不詳
- 生母不詳の子女
  - 男子：平忠孝
  - 男子：平忠依
  - 女子：藤原助信室